# 櫻井誠
櫻井誠（日语：／ Sakurai Makoto; 1972年(昭和47年)2月15日-），是日本极右翼政治家、作家及政黨日本第一黨的主席，真名为高田诚，樱井诚是社会活动时使用的伪名。他也是在特會（日语：在日特権を許さない市民の会）的前領導人。

## 簡歴
櫻井誠出生於福岡縣北九州市，高中時住在同城的八幡西區。他父母家所在的區域緊鄰着日本朝鮮人的聚居區，離九州朝鮮人初中和高中很近。在福岡縣立中等學校畢業後，他曾在當地打工，然後在1997年移居東京。
2002年日韓合辦世界杯時，他第一次通過互聯網評論韓國問題，他指「韓國是一個罕見的國家，你越了解它，就越討厭它。」2003年前後，他因多次在網絡公告欄以「Doronpa」為名，發表對韓國和朝鮮的批評，從而引起人們的關注。

## 逮捕起诉經歷
2010年8月，在京都朝鮮中學前進行反韓遊行，被日本警方逮捕。
2013年6月，在東京朝鮮人聚集區進行反韓遊行，最後演變為多人亂鬥，被日本警方逮捕。
2016年9月，被大阪地方法院以人種歧視判罰77萬日元。

## 關連著作
- 《嫌韓流實踐手冊 反日妄言擊退操作手冊》（嫌韓流実践ハンドブック　反日妄言撃退マニュアル）
- 《嫌韓流實戰手冊2 反日妄言半島炎上編》（嫌韓流実戦ハンドブック2　反日妄言半島炎上編）
- （講談社 2012年4月18日出版 安田浩一著）

## 外部連結
- 櫻井誠 blog "Doronpa的独白" （页面存档备份，存于）（日語）
- 日本第一党 （页面存档备份，存于） （日語）